# Мейсон-Сити (Айова)
Мейсон-Сити (англ. Mason City) — город и административный центр округа Серро-Гордо в Айове в Соединённых Штатах Америки в дельте реки Уиннебейго. Город известен своим музыкальным наследием, высокой концентрацией знаменитой архитектуры в стиле Школы прерий и близлежащим живописным озером Клир-Лейк.
Согласно по переписи 2020 года население города Мейсон-Сити составляло 27 338 человек.

## История
В доколумбову эпоху район, где сейчас находится город, был летним домом для индейских народов сиу и виннебаго. Первое европейское поселение было основано в 1853 году в месте слияния реки Уиннебейго и ручья Калмус-Крик.
Город сменил несколько названий, навеянных масонством: «Шибболет», «Мейсонская роща» и «Мейсонвилл», пока в 1855 году не было принято название Мейсон-Сити в честь сына основателя, Мейсона Лонга.
В 1854 году Джон Макмиллин открыл первый магазин, а доктор Сайлас Кард начал первую медицинскую практику в этом районе. Лиззи Томпсон основала первую школу в бревенчатой хижине в 1856 году. Почтовое отделение Соединенных Штатов начало обслуживать город в 1857 году. В 1858 году Мейсон-Сити был назван административным центром округа. В 1870 году Мейсон-Сити был официально зарегистрирован как город, а Дариус Б. Мейсон (англ. Darius B. Mason) стал его первым мэром.
В 1863 году в Мейсон-Сити, по проекту архитектора Уильяма Фостера (1842—1909), был построен Оперный театр Паркера, который открыт для публики по сей день. В 1998 году здание Театра было включено в Национальный реестр исторических мест США.
В 1902 году здесь родился Мередит Уилсон; будучи старшеклассником он играл в городском симфоническом оркестре. Главным достижением Уилсона считается знаменитый в США мюзикл «The Music Man» поставленный в 1957 году на Бродвее. Многие из персонажей в этом музыкальном произведении были основаны на людях, которых Уилсон знал с детства в Мейсон-Сити.

## География
По данным Бюро переписи населения США, общая площадь города составляет 28,10 квадратных миль (72,78 км2), из которых 27,81 квадратных миль (72,03 км2) приходится на сушу, а 0,29 квадратных миль (0,75 км2) — на воду.
В Мейсон-Сити теплый летний влажный континентальный климат; лето бывает довольно жарким.